# 本荘マリーナ

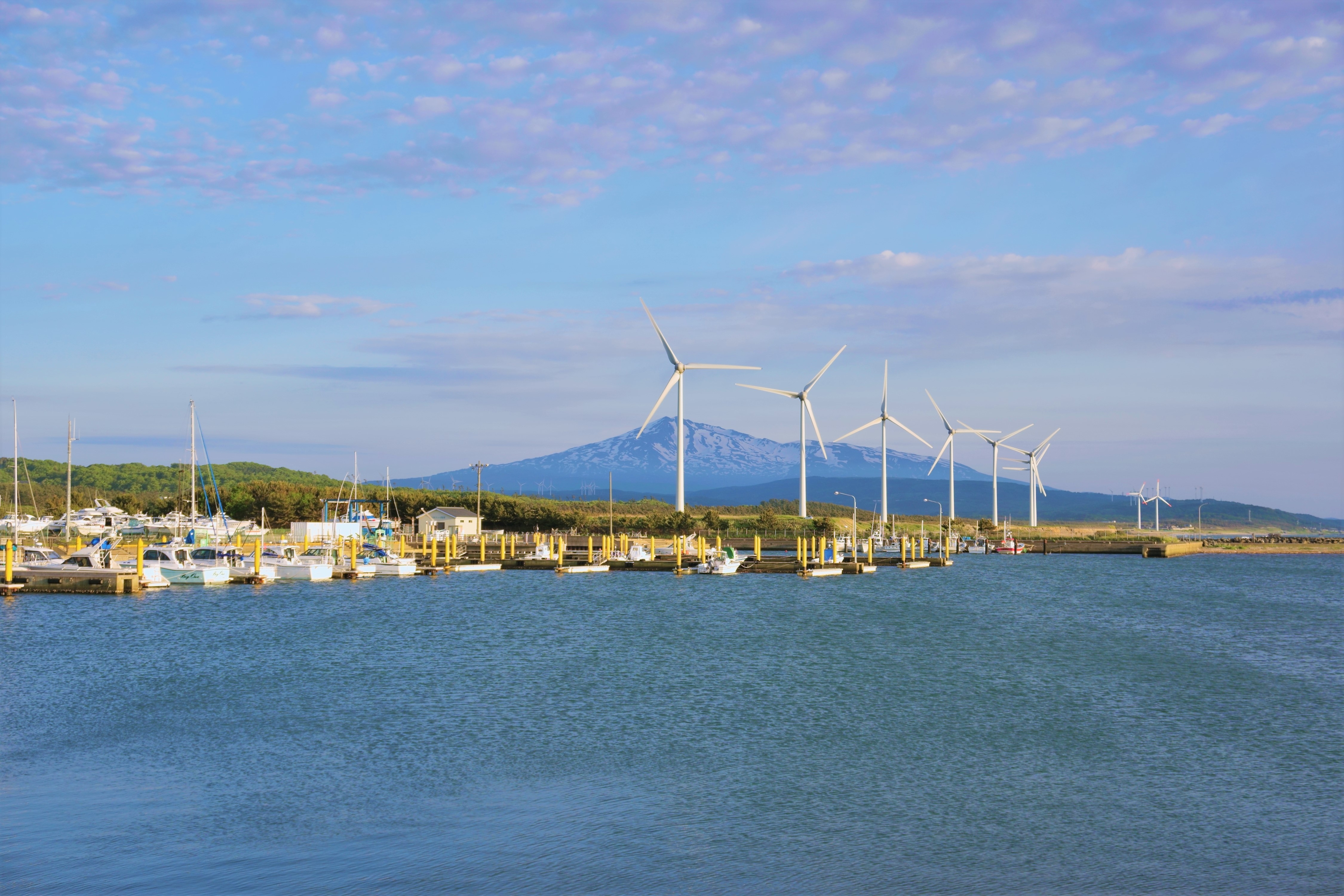
本荘マリーナと鳥海山（2018年5月）

本荘マリーナ（ほんじょうマリーナ）は、秋田県由利本荘市石脇の海岸に整備された海浜レクリエーション施設である。ゆりほんじょう海の駅として海の駅に登録されている。また2006年（平成18年）には本荘港一帯がみなとオアシスほんじょうとしてみなとオアシスに登録された。

## 概要

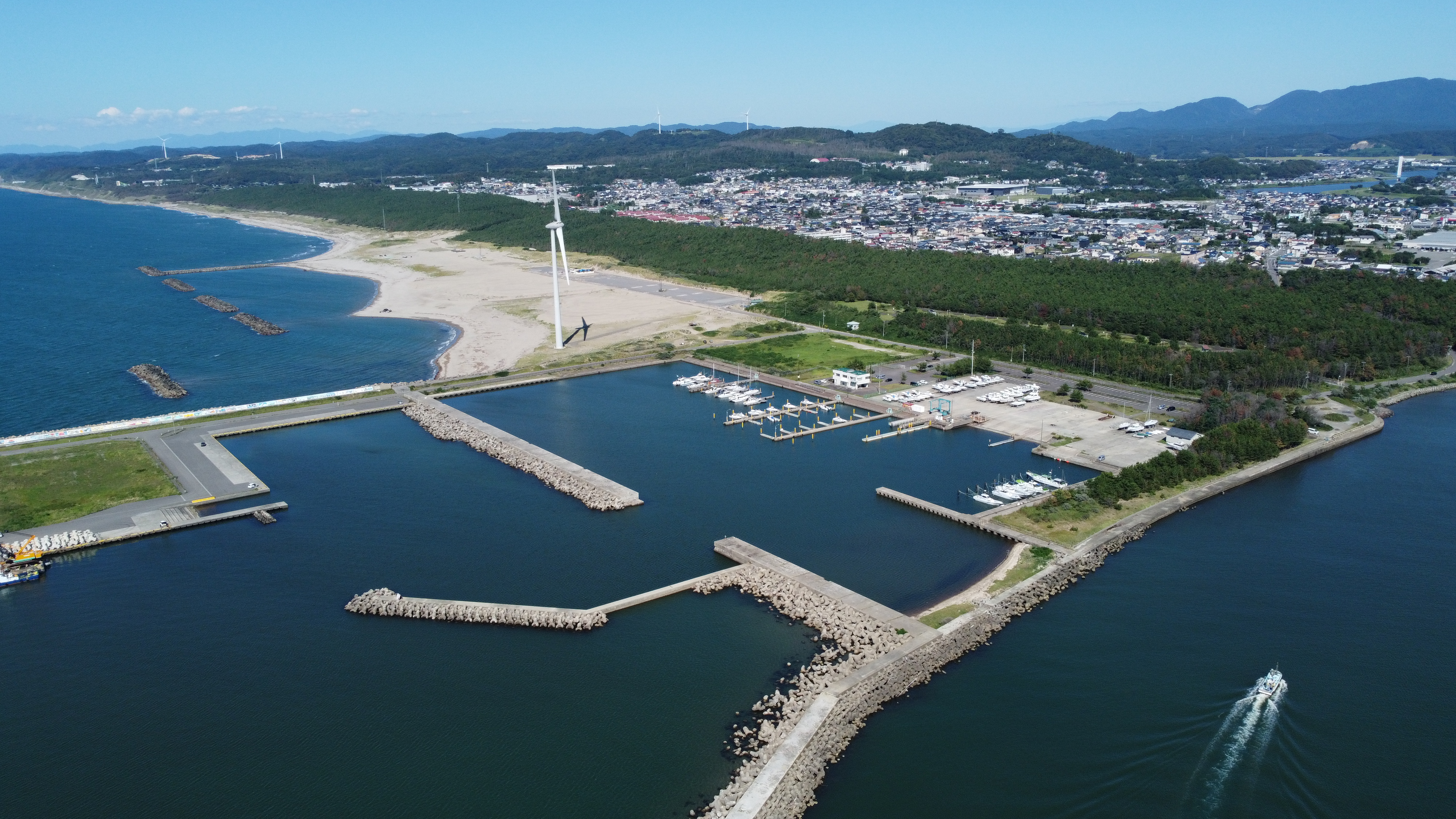
本荘マリーナ空撮

秋田県初のマリーナとして1975年（昭和50年）から建設が開始され、1983年（昭和58年）に海水浴場が、翌1984年（昭和59年）にマリーナの施設利用が開始された。その後2000年（平成12年）にマリーナに隣接してオートキャンプ場が整備され、由利本荘市のマリンレジャーの拠点となっている。

## 主な施設

### 本荘マリーナ海水浴場
およそ700mにわたって砂浜が続き、シーズンには20万人前後が訪れる県内最大の海水浴場である。日本の水浴場55選、日本の水浴場88選に選定された。

### オートキャンプ場
- キャンプサイト数 50
- 面積 約2.1ha
  - 他に管理棟・炊事棟（2棟）・トイレ

### マリーナ
陸域面積3.7ha、水域面積5.4ha、保管定数は193艇（うちビジターバース13）。
- 所在地：秋田県由利本荘市石脇字田尻32

## アクセス
バス
東日本旅客鉄道（JR東日本）羽後本荘駅から羽後交通バスで23分。田尻バス停下車、徒歩で10分。
自家用
日本海沿岸東北自動車道 松ヶ崎亀田IC・本荘ICからともに15分ほど。
※国道7号本荘大橋の石脇側の最初の交差点が入口となる。